# Cazaci
Cazacii reprezintă un grup multietnic, în majoritate de origine slavă - ucraineni și ruși, cu influențe în port și anumite obiceiuri din partea popoarelor turco-tătare vecine, care trăiesc în stepele sudice al Europei Răsăritene și ale Asiei rusești, și care în cursul istoriei au devenit renumiți atât pentru dorința lor de autoguvernare cât și pentru măiestria lor militară, în special în domeniul luptei călare. De asemenea, cazac poate fi numit și soldatul unei unități militare căzăcești.
Numele de cazac a intrat în limbile europene prin francezul cosaque, probabil via limba poloneză (kozak), iar nu prin limba rusă (казак – kazak). Cuvântul este derivat din cuvântul turcic quzzaq, care este tradus prin  "aventurier"  sau "om liber". Acest cuvânt a fost menționat pentru prima oară într-o cronică ruteană din 1395. Cazaci (qazaqlar) se numeau și apărătorii frontierelor din Hanatul Kazanului.
Cazacii au devenit cunoscuți în Europa Occidentală la mijlocul secolului al XVII-lea ca urmare a marii revolte a zaporojenilor conduși de Bogdan Hmelnițki împotriva statului polono-lituanian (, ), care a zguduit fundațiile geopolitice ale Europei Răsăritene.
Au devenit faimoși cazacii (în limba rusă: каза́ки, kazaki) de pe Don, Terek și din regiunile Uralului, ca și din Siberia, pe care acești aventurieri și oameni liberi au colonizat-o în secolul al XVII-lea. Numărul cazacilor a crescut continuu, în special în perioada medievală târzie, lor alăturându-se numeroși iobagi ruși (dar nu numai), care fugiseră de pe moșiile stăpânilor lor. În cele din urmă, cazacii au devenit apărători ai granițelor etnice și de stat. Cazacii au fost înrolați în armata regulată rusă din secolul al XVIII-lea până la începutul celui de-al XIX-lea. În timpul războiului civil din Rusia, ei au luptat în ambele tabere, deși trebuie spus că armata cazacilor de pe Don a fost principala forță care s-a împotrivit bolșevicilor. Ca urmare a victoriei celor din urmă, în vremurile sovietice, cultura cazacilor a fost subiectul persecuțiilor comuniștilor, iar populația căzăcească a trebuit să supraviețuiască mai multor valuri de foamete. În preajma celui de-Al Doilea Război Mondial, regimentele căzăcești au fost reînființate. În momentul de față, în Rusia, cazacii sunt priviți ori ca urmași etnici ai vechilor cazaci, ori ca urmași ai vechilor soldați de frontieră. Ultima categorie este evidențiată în mod separat în armata rusă, din rândurile acesteia făcând parte aproximativ 150.000 de cazaci. Aproape un milion de descendenți ai cazacilor se mândresc azi cu originea lor, tradițiile căzăcești trăind o perioadă de puternică revigorare, în mod special în sudul Rusiei.
O mare faimă au și cazacii ucraineni, (în limba ucraineană: козаки́, kozaki) ai armatei zaporojene, care trăiau în stepele din sudul Ucrainei de azi. Numărul lor a crescut în mod exploziv între secolele al XV-lea și al XVII-lea, alimentat fiind de valurile succesive de boieri ruteni sărăciți, negustori și iobagi fugiți de pe moșiile stăpânilor feudali polono-lituanieni. Cazacii zaporojeni au jucat un rol important în geopolitica europeană prin conflictele sau alianțele lor cu statul polono-lituanian, Cnezatul Moscovei sau Imperiul Otoman. Deși, începând cu sfârșitul secolului al XVIII-lea, cei mai mulți cazaci zaporojeni s-au mutat în regiunea Kuban din Rusia și deși ei nu se consideră ucraineni, mulți istorici îi consideră ca precursori ai națiunii moderne ucrainene. Chiar există în Ucraina o serie de organizații care încearcă să revigoreze stilul de viață căzăcească.
Mai puțin cunoscuți sunt cazacii polonezi (kozacy) și cazacii tătari (nağaybäklär).
În armata poloni-lituaniană, un anumit tip de cavalerie ușoară era numită cazaci.

## Istoric

### Originile

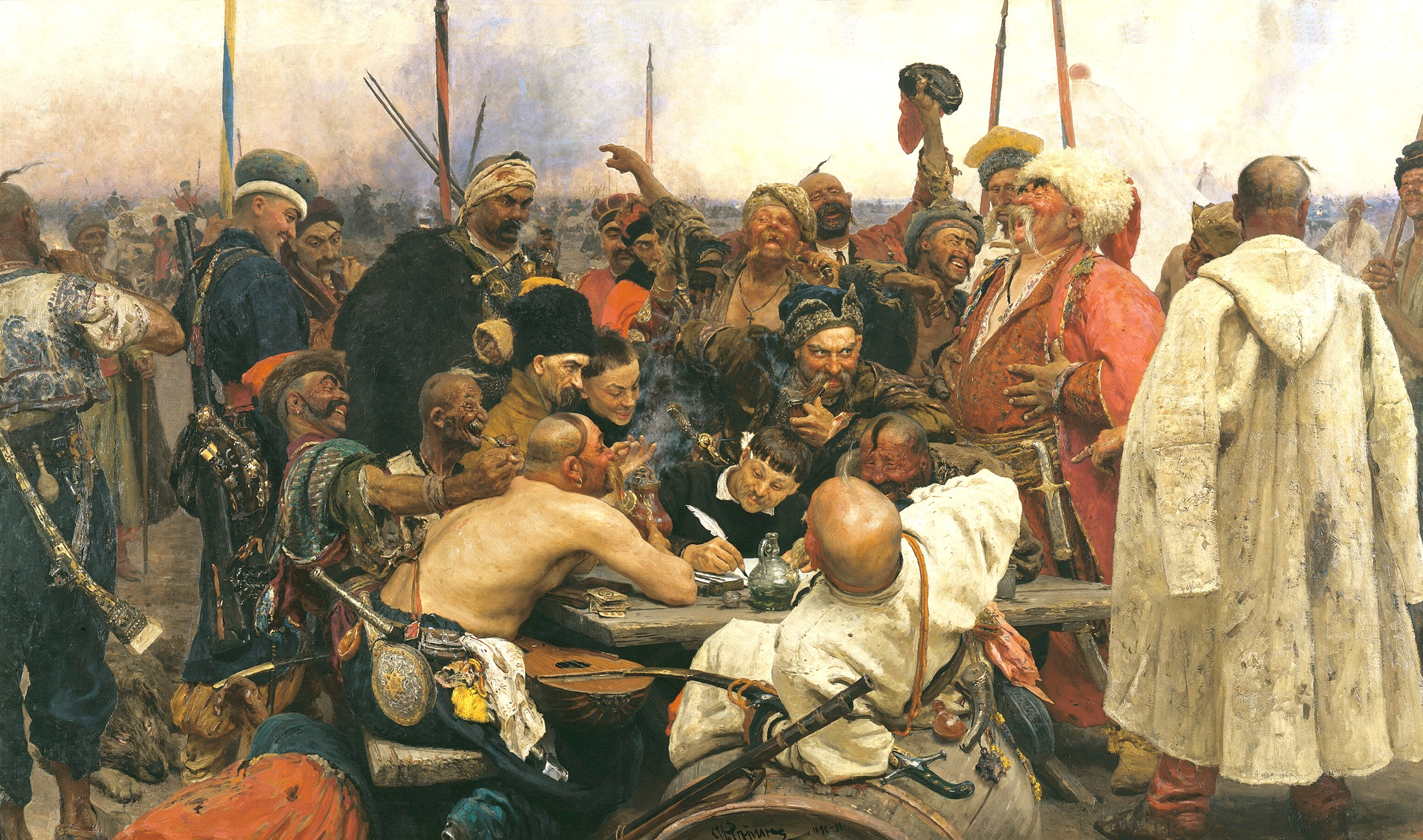
Răspunsul cazacilor zaporojeni către sultanul Mehmed al IV-lea al Imperiului Otoman. Pictură de Ilia Repin.

Nu este clar când au început popoarele slave să se așeze în câmpiile joase ale râurilor Don și Nipru. Este puțin probabil să se fi întâmplat mai înainte de secolul al XIII-lea, când atacul mongolilor a spulberat puterea cumanilor și a altor popoare turcice din zonă.
Grupurile protocazace au ajuns în teritoriile de azi ale Ucrainei pe la mijlocul secolului al XIII-lea. În 1261, unele triburi slave care trăiau între Nistru și Volga erau menționate în cronicile rutene. Consemnările istorice ale prezenței cazacilor mai înainte de secolul al XVI-lea sunt relativ puține. În secolul al XV-lea, societatea cazacilor era descrisă ca o federație neconsolidată de comunități independente, cu armate locale, total independente de statele vecine – Polonia, Marele Cnezat al Moscovei ori Hanatul Crimeii.
În secolul al XVI-lea, aceste societăți s-au unit în două organizații teritoriale independente mari și câteva mai mici, autonome:
- cazacii zaporojeni, centrați în jurul coturilor cursului inferior al Niprului, (pe teritoriul de azi al Ucrainei), cu capitala fortificată Siciul Zaporojean. Ei au primit recunoașterea oficială ca stat – Armata Zaporojeană – prin tratatul cu Polonia din 1649.
- Statul cazacilor de pe Don, pe cursul inferior al râului Don, care separa Marele Cnezat al Moscovei de statele nogailor, vasalii Imperiului Otoman. Capitala acestui stat era Cerkassî, mutată mai târziu la Novocerkassk.

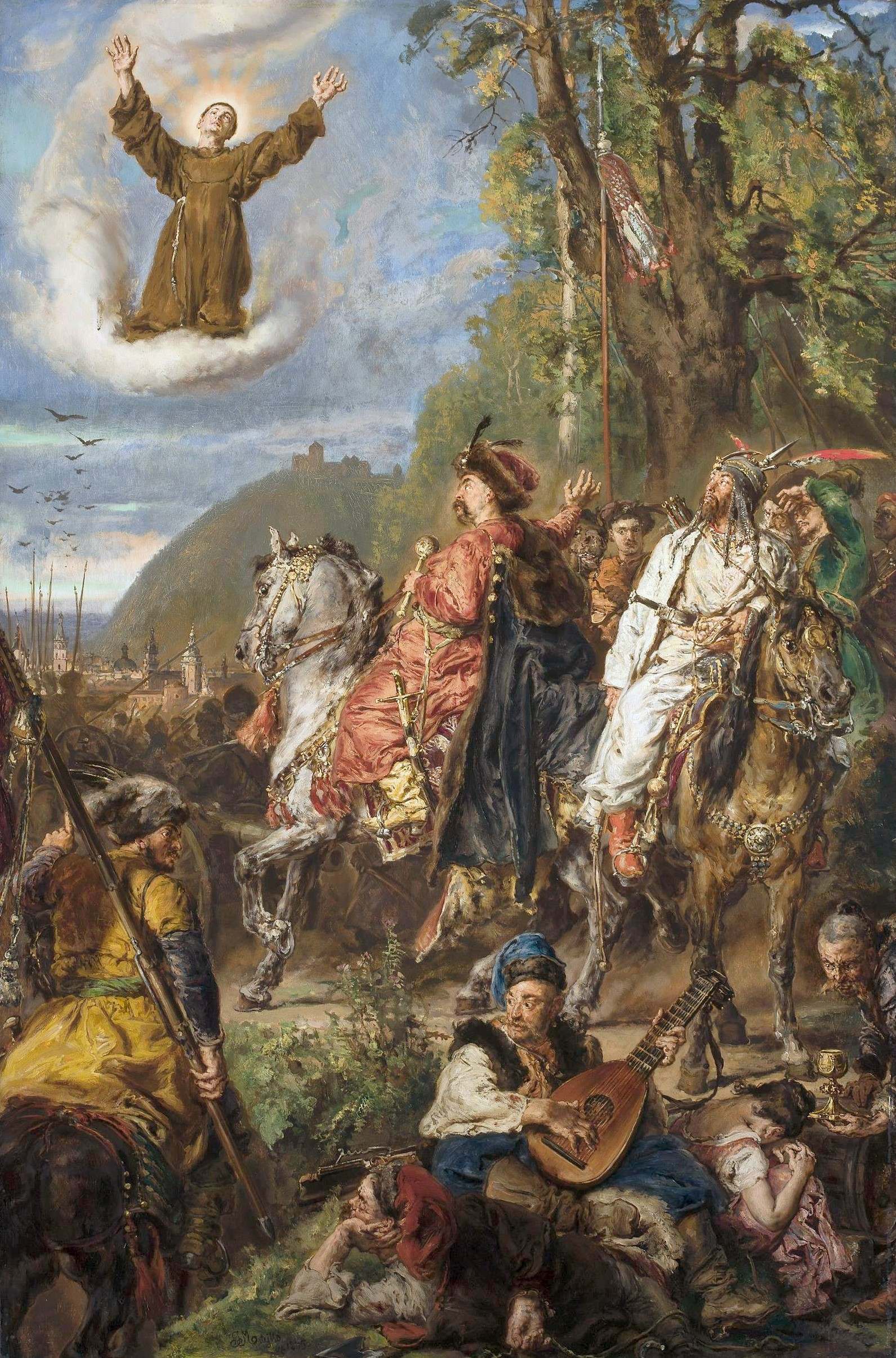
„Bogdan Hmelnițki cu Toğay bey la Liov”, pictură de Jan Matejko

Unele documente istorice se referă la aceste state ca la niște națiuni suverane cu o cultură militară unică, a căror principală sursă de venit erau raidurile de jaf în statele vecine. Ei au devenit renumiți prin raidurile împotriva Imperiului Otoman și a vasalilor acestuia, însă trebuie spus că ei nu se sfiau să jefuiască și vecinii creștini. Acțiunile lor au făcut să crească starea de insecuritate de-a lungul graniței sudice a statului polono-lituanian, în așa numita Kresî, ceea ce a dus la o stare aproape continuă de război de-a lungul întregii existențe a celor două entități statale.
În 1539, Marele Duce Vasili al II-lea a cerut sultanului otoman să-i potolească pe cazaci, dar sultanul a replicat: "Cazacii nu-mi jură supunere mie, iar ei trăiesc așa cum le place lor."  În 1549, țarul Ivan cel Groaznic a răspuns cererii sultanului de a opri acțiunile agresive ale cazacilor de pe Don: "Cazacii de pe Don nu sunt supușii mei, ei pornesc la război sau trăiesc în pace fără a-mi da mie de știre."  Este adevărat că, de-a lungul timpului, atât Rusia, cât și Polonia sau Imperiul Otoman au încercat să folosească în propriul interes acțiunile războinice ale cazacilor. Cazacii erau oricând gata să jefuiască un vecin mai slab sau aproximativ egal ca forță militară, deși în secolul al XVI-lea, în perioada de glorie a Republicii polono-lituaniene, cazacii zaporojeni au fost considerați supuși ai uniunii statale. Cazacii înregistrați au făcut parte din armata polono-lituaniană până în 1699.

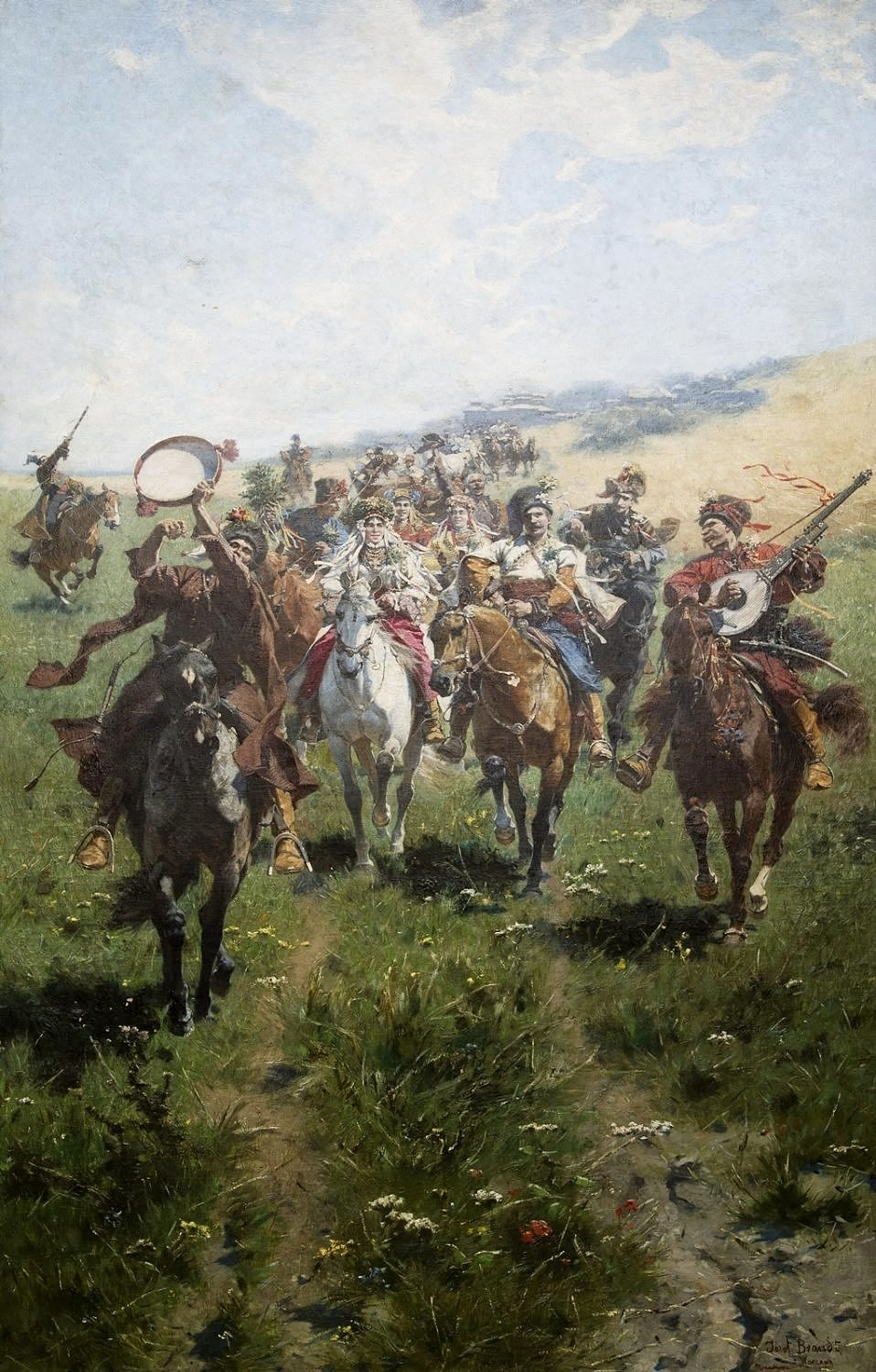
Nuntă căzăcească. Pictură de Józef Brandt.

Pe la sfârșitul secolului al XVI-lea, relațiile dintre statul polono-lituanian și Imperiul Otoman, care erau tensionate, s-au înrăutățit și mai rău odată cu creșterea numărului de acțiuni independente anti-turcești ale cazacilor. Din a doua jumătate a secolului al XVI-lea, cazacii începuseră raiduri împotriva teritoriilor otomane sau ale vasalilor acestora. Deși erau supușii statului polono-lituanian, ei nu puteau fi controlați de puterea centrală. Pe de altă parte, tătarii, care trăiau ca vasali ai otomanilor în zonele de graniță ale Rzeczpospolitei, lansau raiduri de jaf pe teritoriul acesteia din urmă, în special în teritoriile mai slab populate din zona de sud-est. Pirații cazaci lansau raiduri de jaf în porturile comerciale otomane, aflate la o distanță de până la două zile de navigație de la gura de vărsare a Niprului. În 1615, cazacii au reușit să atace zona din suburbiile Constantinopolului. Tratatele semnate în mai multe rânduri între otomani și polono-lituanieni asigurau încetarea acțiunilor agresive ale cazacilor și tătarilor, dar de nici o parte a graniței aceste prevederi nu au fost aplicate. Prin înțelegerile pe care au fost forțați să le semneze de partea poloneză, cazacii au fost de acord să-și distrugă vasele și să înceteze raidurile. Bărcile arse au fost reconstruite rapid, cazacii glorificând raidurile de jaf și luarea de pradă de război. În aceste vremuri, Imperiul Habsburgic angaja, pe ascuns,  câteodată, pe cazaci să atace Imperiul Otoman, cu scopul nedeclarat de a ușura presiunea turcească asupra propriilor granițe. Cazacii și tătarii se dușmăneau reciproc datorită distrugerilor făcute de cealaltă parte în urma raidurilor de jaf. Atacurile cazacilor erau urmate de represaliile tătarilor și invers, totul într-o succesiune care părea că nu mai are sfârșit. Haosul care urma acestor acțiuni de represalii au transformat granița de sud a statului polono-lituanian într-o zonă de război, ceea ce a dus la izbucnirea unor războaie de amploare, precum a fost cazul războaielor magnaților moldoveni, bătălia de la Cecora sau războaiele din 1633-1634.
Numărul cazacilor a crescut odată cu fuga țăranilor iobagi de pe moșiile stăpânilor polono-lituanieni. Încercările slehtei de a-i transforma în iobagi pe cazacii zaporojeni a dus la erodarea loialității acestora față de statul polono-lituanian. Ambițiile cazacilor de a li se recunoaște statutul de egalitate cu șleahta au fost respinse în mod constant, iar planurile de transformare a Uniunii statale polono-lituaniene într-o federație  cu trei subiecți egali (polonezi, lituanieni și cazaci) nu au fost finalizate. Legăturile istorice puternice ale cazacilor cu creștinismul răsăritean ortodox într-un stat dominat de catolicism au dus la creșterea tensiunilor, în special când politica oficială religioasă  a încetat să mai fie tolerantă și s-a trecut la reprimarea bisericii ortodoxe, ceea ce i-a transformat pe cazaci în anticatolici convinși. De aici până la atitudini anti-poloneze nu a fost decât un pas.
Loialitatea scăzută a cazacilor și aroganța șlehtei față de cazaci a dus la câteva revolte ale acestora din urmă împotriva statului federal la începutul secolului al XVII-lea. Refuzul îndărătnic al regelui polonez de a extinde registrul căzăcesc a fost picătura care a făcut să se reverse paharul. A izbucnit cea mai violentă revoltă căzăcească, răscoala condusă de Bohdan Hmelnițki, care a început în 1648. Răscoala a devenit parte a unei serii de evenimente catastrofale pentru statul polono-lituanian, cunoscute ca Potopul, evenimente care au dus la dezintegrarea Uniunii. Rebeliunea s-a încheiat prin semnarea tratatului de la Pereiaslav, din 1654, prin care cazacii au jurat credință țarului Rusiei, acesta din urmă garantând protecția drepturilor căzăcești, recunoașterea starșinei (starea de nobil) și a autonomiei locale.
În 1651, în fața amenințărilor crescute din partea polonezilor, părăsiți fiind de aliații tătari, cazacii conduși de Hmelnițki au cerut țarului să încorporeze Ucraina ca ducat autonom în statul rus. Detaliile uniunii au fost negociate la Moscova. Cazacilor li s-a garantat o largă autonomie, iar ei, ca și celelalte grupuri sociale din Ucraina, au primit permisiunea să păstreze toate drepturile și privilegiile pe care le avuseseră sub domnia poloneză. Încercările ulterioare ale polonezilor de a relua alianța polono-căzăcească și de creare a Uniunii statale polono-lituaniano-rutene s-au dovedit niște eșecuri, în ciuda semnării tratatului de la Hadziacz (Hadiaci), tratat aprobat de regele Poloniei, Seim și de unii nobili cazaci, în frunte cu atamanul Ivan Vihovski. Atitudinea nobilimii căzăcești în legătură cu prevederile tratatului a fost puternic divizată, iar printre cazacii de rând, acest tratat era extrem de nepopular. Tratatul s-a dovedit un eșec total.
În cadrul statului rus, Armata zaporojeană a fost împărțită în două republici semiautonome: hatmanatul căzăcesc și Zaporojie (cu un grad de independență mai ridicat). O organizație căzăcească a fost înființată și în colonia rusească Slobojanșcina (Ucraina Liberă). Cu timpul, aceste organizații și-au pierdut autonomia, pentru ca independența lor să fie abolită de împărăteasa Ecaterina a II-a, la sfârșitul secolului al XVIII-lea. Hatmanatul a devenit gubernia Malorossia (Mica Rusie), Slobojanșcina a devenit Regiunea Harkov, iar Zaporojie a fost absorbit de Malorossia. În 1775, armata zaporojană a fost dizolvată, iar liderilor cazaci li s-au echivalat titlurile cu cele ale nobilimii ruse. Cei mai mulți zaporojeni s-au mutat și au colonizat stepele Kubanului, ceea ce a fost un uriaș și crucial pas înainte în acțiunea de colonizare rusă a Caucazului. Unii dintre zaporojeni s-au refugiat la sud de Dunăre, (teritoriu aflat sub stăpânirea Imperiului Otoman), pentru a forma o nouă armată, dar, în cele din urmă, s-au alăturat fraților lor din Kuban.

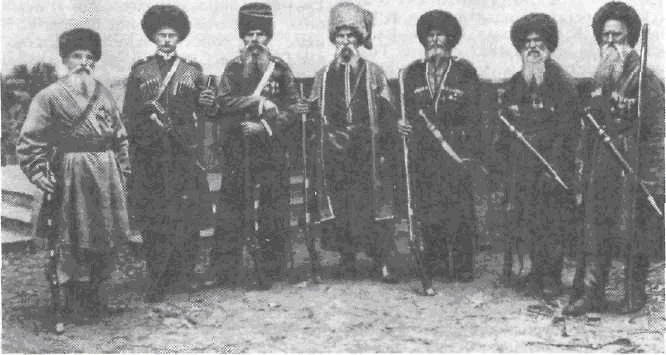
Cazaci de la sfârșitul secolului al XIX-lea

Cât timp au stat în sudul Dunării, noua armată formată la sfârșitul anului 1778 număra cam 12.000 de cazaci, iar așezările lor au fost aprobate de sultan în schimbul jurămintelor de supunere depuse de liderii noilor coloniști. Conflictele interne izbucnite în legătură cu loialitatea jurată sultanului, dar și manevrele politice rusești, au dus la ruptura în cadrul acestei comunități. După ce unii dintre cazacii fugari s-au reîntors în Rusia, ei au fost folosiți pentru formarea unor unități militare noi, care îi incorporau și pe grecii albanezi și tătarii crimeeni iar după războiul ruso-turc din 1787–1792, cei mai mulți dintre cazaci au fost încadrați în Armata cazacilor Mării Negre, care a fost mutată, apoi în stepele Kubanului. Restul cazacilor care se refugiaseră în Delta Dunării s-au reîntors în Rusia, în 1828, și au fondat Armata cazacilor Azovului între Berdiansk și Mariupol. În 1864, toți acești cazaci au fost colonizați în nordul Caucazului și s-au alăturat Armatei cazacilor din Kuban

## Cazacii ruși

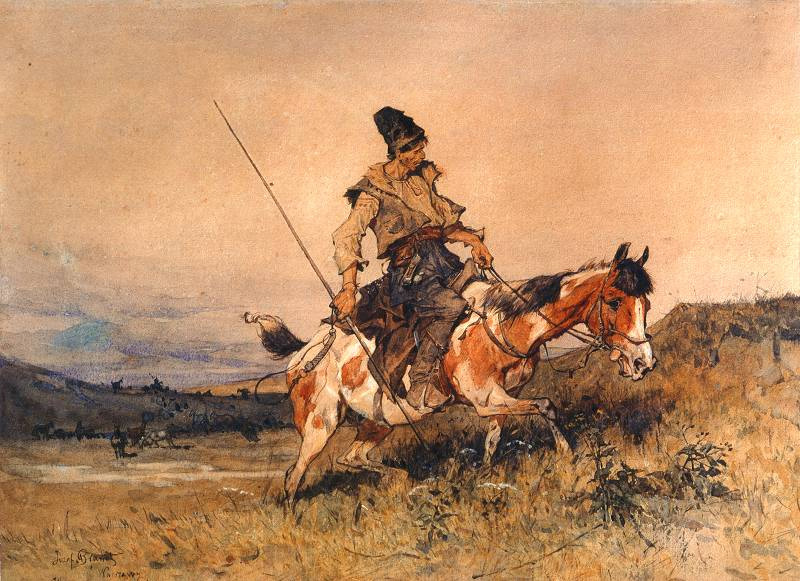
"Călăreț cazac", pictură de Józef Brandt.

Teritoriul de baștină al cazacilor este definit ca zona între linia unor orașe-cetăți de la marginea stepei, zonă care se întindea de la cursul mijlociu al râului Volga și Tula, spre sud, extinzându-se către Nipru, prin  Pereiaslav. Această zonă a fost colonizată de o populație care practica o diversitate de meșteșuguri și afaceri.
Acești oameni, trebuind să facă față în mod constant amenințării tătarilor din stepele aflate la frontiere, au fost numiți cu numele cazac, de origine turcică, nume care a fost extins și la alți oameni liberi din nordul Rusiei. Cea mai veche mențiune a cazacilor din orașul rusesc Riazan, care au luat parte la luptele contra tătarilor, este din 1444. În secolul al XVI-lea, cazacii, (mai întâi cei din Riazan), au fost grupați în comunități militare și comerciale în stepele deschise și au început să migreze în regiunea râului Don.
Cazacii au servit ca trupe de graniță și apărători ai orașelor, forturilor, așezărilor și punctelor comerciale întărite și au devenit o parte integrantă a armatei ruse. În secolul al XVI-lea, pentru a apăra zonele de frontieră de năvălirile tătarilor, cazacii făceau serviciu de patrulare și observație a mișcărilor hoardelor de tătari și nogai din regiunile de stepă.
Cazacii ruși au jucat un rol important acțiunea de colonizare de către Imperiul Rus, între secolele al XVI-lea și al XIX-lea, a Siberiei, (în special datorită lui Ermak Timofeevici), Caucazului și Asiei Centrale. Cazacii au fost folosiți ca ghizi de către cele mai multe expediții ale geografilor, negustorilor sau topografilor. În 1648, cazacul Simeon Dejnev a deschis trecerea dintre Asia și America de Nord. Cazacii au avut un rol de primă mărime în toate războaiele din secolele XVII-XIX, așa cum au fost războaiele ruso-turce sau războaiele ruso-persane.

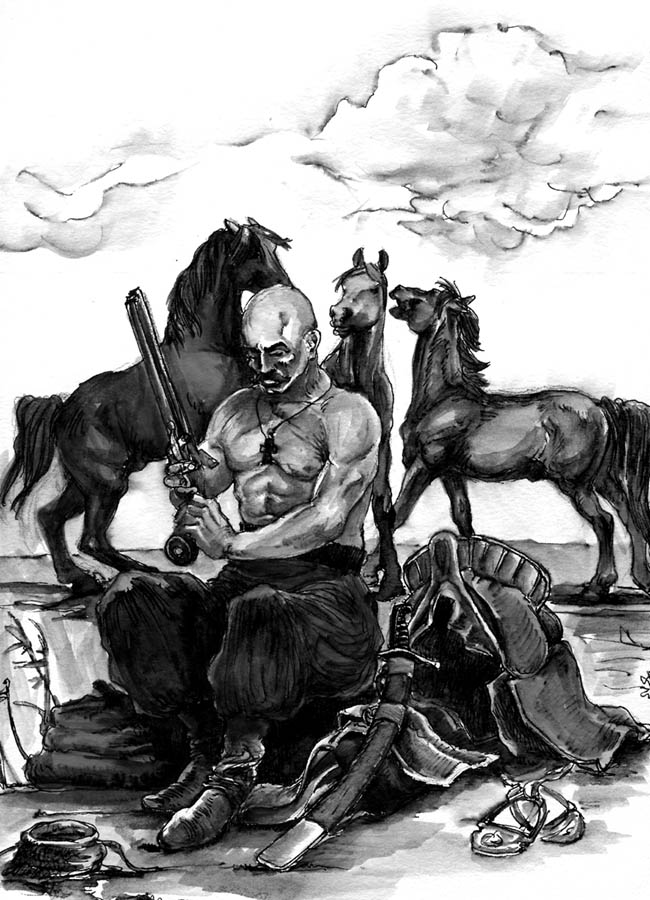
Cazac ucrainean. Pictură de Dariusz T. Wielec.

În timpul invadării Rusiei de armatele napoleoniene, cazacii au fost cei mai temuți adversari ai francezilor. Cazacii au luat parte la războiul de partizani în teritoriul cucerit vremelnic de Napoleon, atacând liniile de comunicație și convoaiele de aprovizionare. Aceste atacuri, purtate de cazaci, de militari din cavaleria ușoară rusă și din alte unități, au fost unele dintre primele exemple de aplicare a tacticilor războiului de guerilă și, într-o oarecare măsură, a tacticilor operațiunilor speciale, așa cum le numim astăzi.
Occidentalii avuseseră puține contacte cu cazacii până la ocuparea Parisului, în 1814. Cum erau, fără nicio îndoială, cei mai exotici luptători ai armatei ruse, din punctul de vedere al francezilor, cazacii s-au bucurat de o mare atenție și notorietate, în parte, legată de presupusele lor excese din timpul campaniei din 1812.

### Așezările căzăcești

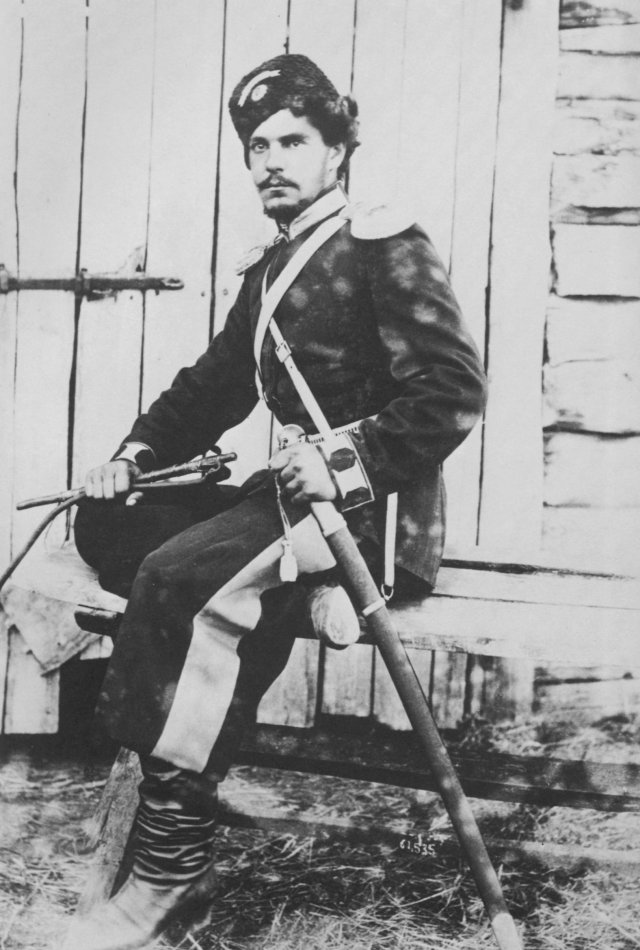
Cazac din Orenburg, înarmat cu șașka (sabia de cavalerie).

Cazacii ruși au înființat numeroase așezări (numite stanițe) și fortărețe de-a lungul  "frontierelor primejduite": fortul Vernii (Almatî, Kazahstan) în Asia Centrală, Groznîi în Caucazul de nord, fortul Alexandrovsk (Fort Șevcenko, Kazahstan), Krasnovodsk (Turkmenbași, Turkmenistan), stanița Novonikolaevskaia (Bautino, Kazahstan), în regiunea Uralilor și pe malurile râurilor Ișim, Irtîș, Ob, Enissei, Lena, Amur, Anadîr (Ciukotka) și Ussuri și multe altele.

### Cazacii în timpul ultimilor ani ai Imperiului Rus

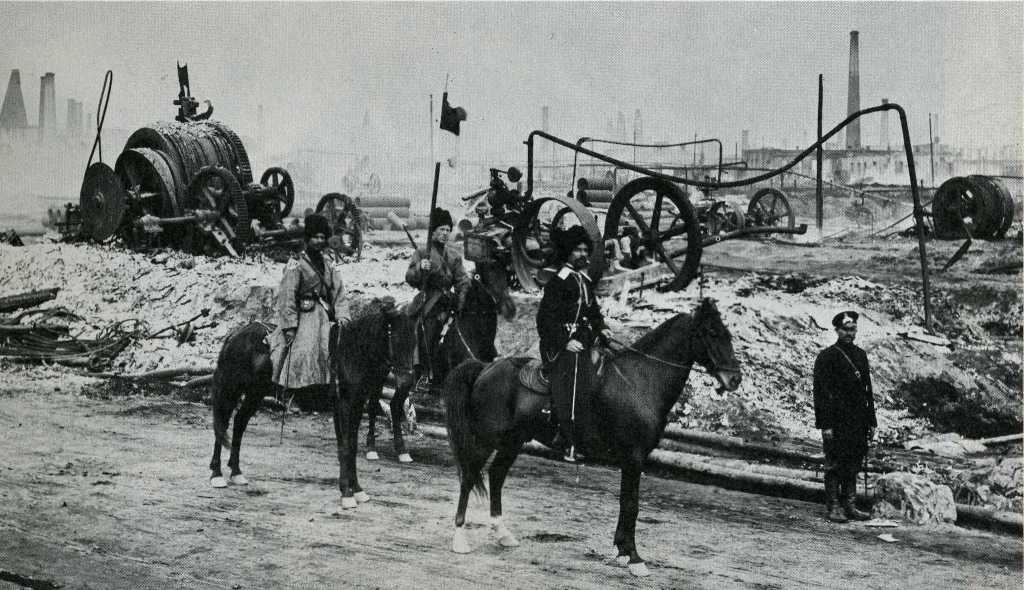
Patrulă a cazacilor pe câmpurile petroliere de la Baku, 1905.

La sfârșitul secolului al XIX-lea, comunitățile căzăcești se bucurau de privilegiul scutirii de taxe, având, în schimb, obligații militare pentru o perioadă de 20 de ani (18 ani din 1909). Doar cinci ani trebuiau petrecuți în unități militare regulate, restul timpului fiind petrecut ca rezerviști. La începutul secolului al XX-lea, peste 4,5 milioane de cazaci erau organizați în armate regionale separate. În 1914, organizarea militară a cazacilor era următoarea:
- Cazacii de pe Don (anul de înființare 1570);
- Cazacii de pe Ural, 1571;
- Cazacii de pe Terek, 1577;
- Cazacii din Kuban, 1696;
- Cazacii din Orenburg, 1744;
- Cazacii din Astrahan, 1750;
- Cazacii siberieni, 1750;
- Cazacii de pe Linia Gorkaia (de pe râurile Ișim și Irtîș, considerați uneori ca parte a fortificațiilor cazacilor siberieni, aproximativ anul 1753);
- Cazacii de pe Baikal, 1851;
- cazacii de pe Amur, 1858;
- Cazacii din Semirecensk, 1867;
- Cazacii de pe Ussuri, 1889.

Fiecare armată avea uniforma sa specială de culoare gri, albastru, roșu, purpuriu, galben sau albastru deschis. În principal, uniforma era formată dintr-o tunică largă și pantaloni bufanți, specifice trupelor regulate rusești în perioada 1881-1908. Spre deosebire de majoritatea cazacilor, cei din armatele caucaziene (Kuban și Terek) purtau mantale lungi (cerkesska) împodobite cu cartușiere ornamentale și căciuli conice din blană, uniformă care a devenit cea mai cunoscută în lume. Cei mai mulți cazaci erau cavaleriști, dar existau și câteva unități de infanterie și artilerie. Trei regimente de cazaci formau Garda Imperială, printre aceștia aflându-se Konvoi - escorta înarmată a țarului.
Credința cazacilor că sunt o comunitate separată, de elită, le dădea acestora un foarte puternic sentiment de loialitate față de guvernul țarist. De aceea, unitățile de cazaci erau foarte des folosite pentru înăbușirea revoltelor interne, în special în perioada de tulburări muncitorești și țărănești din anii 1905-1906. Guvernul imperial depindea în mare măsură de serviciile cazacilor, deși, la începutul secolului al XX-lea, comunitățile lor separate și serviciul lor militar semifeudal erau privite, din ce în ce mai mult, ca depășite. Armata regulată nu-i privea cu ochi buni pe cazaci, considerându-i indisciplinați și antrenați necorespunzător. Ca urmare, unitățile de cazaci erau deseori divizate în subunități mai mici folosite pentru cercetare, transmiterea de mesaje, sau gărzi de corp pitorești. La izbucnirea Revoluției din februarie 1917, cazacii păreau că au fost, în egală măsură, deziluzionați de conducerea țaristă la fel ca restul populației, iar regimentele de cazaci din Sankt Petersburg s-au alăturat revoltei populare. Deși doar câteva unități căzăcești au fost implicate în mod direct, trădarea lor, în special a gărzii personale a țarului, (Konvoi), s-a dovedit o lovitură năucitoare pentru conducătorii ruși, în frunte cu țarul Nicolae, și i-au grăbit abdicarea.

### Cazacii după revoluția din Rusia
În războiul civil care a urmat revoluției bolșevice, cazacii s-au aflat în ambele tabere implicate în conflict. Numeroși ofițeri și cazaci cu experiență de război (câștigată pe front, în cei 3 ani care trecuseră de la izbucnirea Primului Război Mondial) au luptat de partea albilor, în vreme ce unii cazaci, în special cei mai săraci, au luptat în Armata Roșie, (așa cum a fost comandantul Semion Budionnîi). După înfrângerea Armatei Albe, noul regim, care îi considera pe cazaci o amenințare, a trecut la o politică de decazacizare  (raskazacivanie). Teritoriile locuite de cazaci au fost împărțite între diversele noi republici autonome ale minorităților naționale, încurajând, de asemenea, colonizarea regiunilor căzăcești cu cetățeni de altă etnie. Acest sistem a fost aplicat în special în zonele locuite de cazacii de pe Terek. Pământurile căzăcești erau de cele mai multe ori foarte fertile, iar în timpul campaniilor de colectivizare, mulți cazaci au fost declarați kulaci. Foametea din 1933 a lovit în mod deosebit teritoriile Donului și Kubanului. Autorul Michael Kort afirma într-o lucrare de istorie sovietică: „În anii 1919 și 1920, dintr-un total de aproximativ 3 milioane de oameni, regimul bolșevic a ucis sau deportat între 300.000 și 500.000 de cazaci.”
Totuși, în 1936, în urma presiunilor unor urmași ai cazacilor, lideri comuniști importanți, așa cum era Semion Budionnîi, s-a luat hotărârea de a reintroduce forțele cazacilor în rândurile armatei regulate, de această dată în rândurile Armatei Roșii. În timpul celui de-al Doilea Război Mondial, cazacii s-au aflat din nou în ambele tabere aflate în conflict, cei mai mulți dintre colaboratorii armatei germane provenind din rândurile refugiaților din fosta Armată Albă. Cazacii din Armata Roșie au luptat pe teatrul de război sudic, unde stepele deschise se potriveau perfect deprinderilor lor de cercetași. Un detașament de cazaci a mărșăluit prin Piața Roșie în timpul faimoasei parade a victoriei din iunie 1945.
Unul dintre cele mai importante grupuri de cazaci care a luptat de partea germanilor în Wehrmacht a fost Corpul al XV-lea SS de cavalerie cazacă, aflat sub conducerea generalului german Helmuth von Pannwitz. Acest corp de cazaci a luptat  împotriva partizanilor iugoslavi. Ei s-au predat armatei britanice în 1945, în Austria, temându-se de represiunile sovietice. Dar, în acele vremuri, colaboratorii naziștilor nu erau priviți cu prea multă simpatie, pe seama lor fiind puse numeroase din atrocitățile comise împotriva luptătorilor mișcărilor de rezistență din Europa Răsăriteană. Ei au fost trădați și predați guvernului sovietic, care i-a trimis în lagăre sau i-a condamnat la moarte. La sfârșitul războiului, americanii și britanicii au hotărât să „repatrieze” mai mult de 150.000 de cazaci (bărbați, femei și copii) în Uniunea Sovietică. Mulți dintre acești cetățeni nu fuseseră niciodată cetățeni sovietici. Această acțiune a fost numită trădarea cazacilor sau trădarea secretă!
După terminarea războiului, unitățile căzăcești, alături de restul unităților de cavalerie, au fost considerate demodate și au fost desființate. În perioada postbelică, cazacii și urmașii lor au fost considerați doar simpli țărani, iar cei care trăiau în republicile autonome ale minorităților au părăsit aceste regiuni, migrând către regiunile cu majoritate rusească.
În perioada perestroikăi gorbacioviste, mulți urmași ai cazacilor au devenit susținători entuziaști ai renașterii tradițiilor lor naționale. În 1988, a fost aprobată o lege prin care erau permise reînființarea unor foste armate căzăcești și formarea altora noi. Atamanul celei mai mari armate (Armata de pe Don), a primit rangul de mareșal și dreptul de a forma o nouă armată. Cazacii au participat activ la toate conflictele care au izbucnit în perioada post-sovietică în Transnistria, Abhazia, Ossetia de Sud, Kosovo și Cecenia.
După prăbușirea Uniunii Sovietice, eforturile de reînviere a tradițiilor cazacilor au continuat. În aprilie 2005, președintele rus Vladimir Putin a introdus spre aprobare în Duma de Stat legea "Despre serviciul de stat al cazacilor ruși". Legea a fost aprobată la prima lectură, în 18 mai 2005. Astfel, cazacii au ajuns mai aproape de dezideratul de creare a unui teritoriu autonom.
La izbucnirea Crizei din Ucraina în 2014, cazacii au participat de partea rebelilor separatiști din Ucraina de Est și ajunseseră în acel an să controleze alături de aceștia circa 80% din regiunea Luhansk, unde au proclamat mai multe „republici căzăcești”. Până în anul următor însă, cazacii au intrat în conflict cu ceilalți rebeli, mulți dintre ei fiind uciși în ambuscade de către aceștia din urmă.

## Organizarea cazacilor

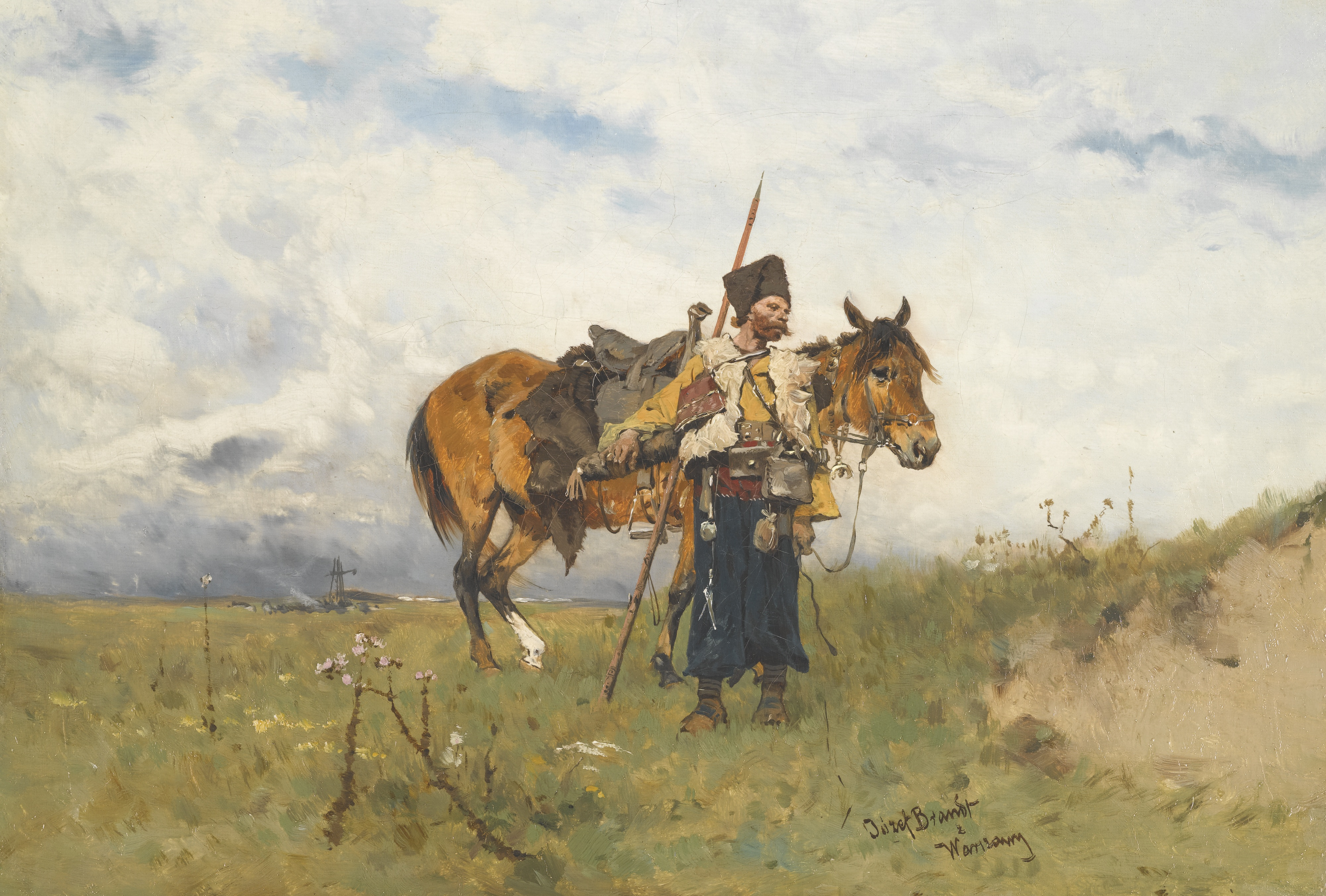
"Cazac de gardă", pictură de Józef Brandt.

În vremurile de început, cazacii erau comandați de un ataman, (ulterior numit hatman). El era ales de adunarea comunităților în Rada cazacilor, care mai alegea și alți oficiali: judecătorul, scribul, funcționarii mai puțin importanți, chiar și preoții. Simbolul puterii atamanului era buzduganul de ceremonie, bulava.
După împărțirea Ucrainei de-a lungul Niprului ca urmare a tratatului polono-rus de la Andrusovo din 1667, cazacii s-au împărțit în cazacii de pe malul drept și cei de pe malul stâng.
Atamanul avea puteri executive, iar în timp de război era comandantul suprem al armatei. Puterea legislativă era deținută de Rada.  Ofițerii cei mai în vârstă erau numiți starșina.  Din cauza absenței legilor scrise, cazacii se guvernau conform "tradițiilor căzăcești",  o serie de legi nescrise.
Societatea căzăcească era puternic militarizată. Națiunea era numită voisko (armată)  și era împărțită în districte regimentale, de companie și de subunități sătești - polcuri, sotnii și stanițe.
Fiecare așezare a cazacilor, singură sau împreună cu așezările învecinate, forma una sau mai multe unități militare de cavalerie ușoară, fiind gata să răspundă la orice amenințare în foarte scurtă vreme.

## Cazacii și religia
Marea majoritate a cazacilor este de credință creștin-ortodoxă, deși exista în trecut și o minoritate de credință musulmană. Relația dintre cazaci și Biserica Ortodoxă Rusă a fost foarte trainică, fiecare parte influențând-o pe cealaltă extrem de puternic de-a lungul istoriei. În mod tradițional, cazacii erau considerați apărătorii Bisericii și creștinilor, atât ai ortodocșilor, cât și, uneori, ai catolicilor.
Deși cazacii au fost considerați uneori xenofobi, unii dintre ei s-au adaptat rapid la cultura și obiceiurile popoarelor învecinate, în mod special cazacii de pe Terek, care au fost puternic influențați de triburile nord-caucaziene. Căsătoriile între cazaci și localnici (nativi sau coloniști necazaci) erau frecvente, de multe ori rasa sau originea neavând importanță, uneori nici măcar religia neîmpiedicând căsătoriile mixte. Unul dintre comandanții Armatei Voluntare, generalul Bogaevski amintea în cartea sa de cazul unui sotnic, Hoperski, de origine etnică chineză, adus din Manciuria după încheierea Războiul ruso-japonez din 1904-1905 la o vârstă fragedă, adoptat și crescut de o familie de cazaci.

## Imaginea populară a cazacilor

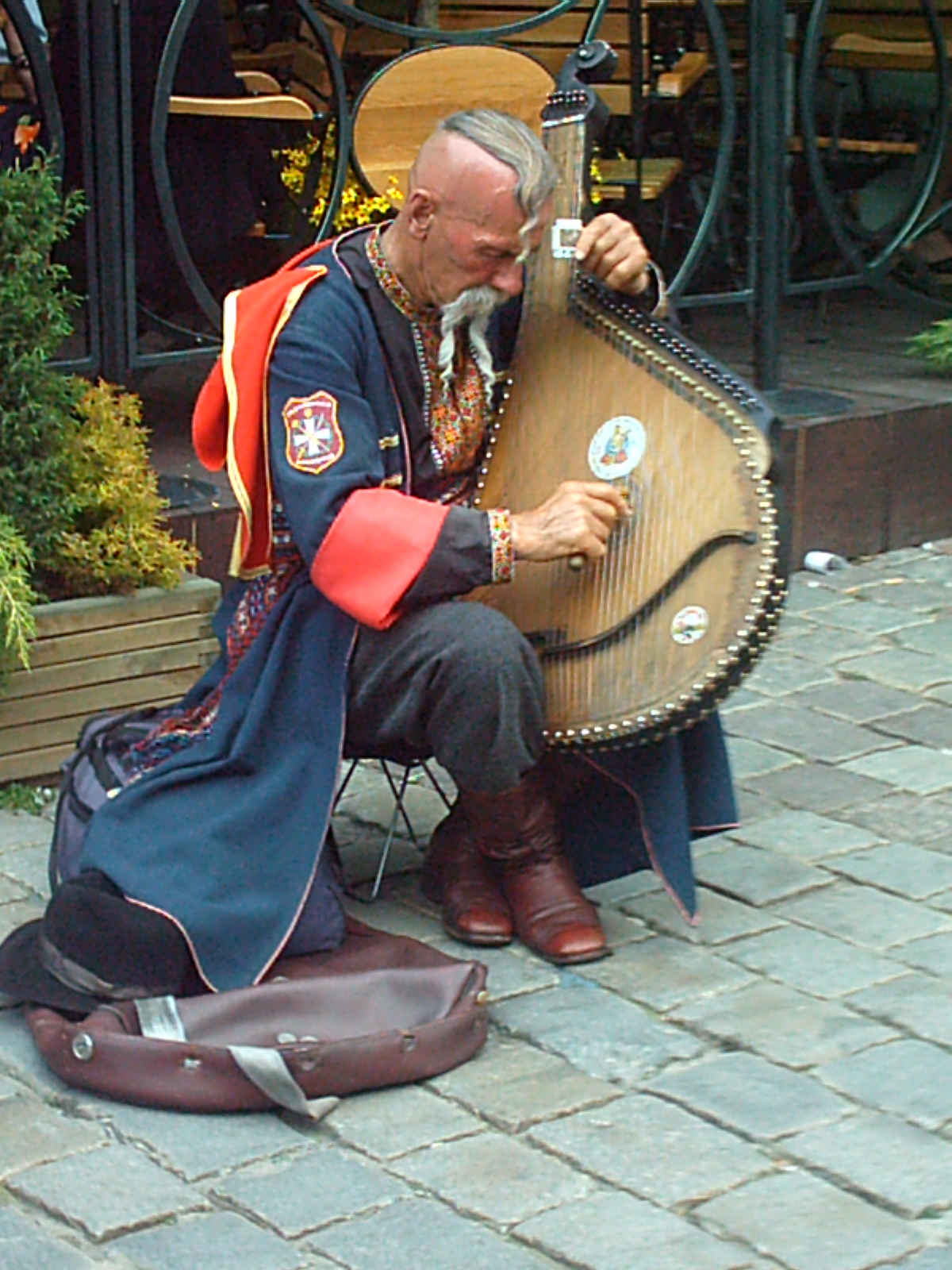
Interpretul de folclor ucrainean Ostap Kindratciuk, îmbrăcat în costumul tradițional căzăcesc, cântând la bandura în Piața Veche din Poznań

Cazacii au fost idealizați de romantici, care îi considerau oameni liberi, nesupuși autorității statului, lupta lor împotriva inamicilor Ucrainei și Rusiei contribuind la imaginea lor favorabilă. Pentru alții, însă, cazacii au fost simbolul represiunii, din cauza rolului jucat de ei la înăbușirea revoltelor populare din Imperiul Rus, precum și din cauza unor atitudini antisemite.
După dizolvarea Uniunii Sovietice, mulți ruși au început să-i considere pe cazaci apărătorii suveranității Rusiei. Cazacii nu numai că au reînființat armatele lor, dar au preluat și îndatoririle miliției și chiar ale administrației locale în teritoriile locuite de ei. Armata Rusiei profită din plin de sentimentele patriotice ale cazacilor și, de vreme ce armatele lor devin din ce în ce mai mari și mai bine organizate, cedează acestora din urmă o parte a surplusului de echipament și de tehnică militară. Cazacii joacă și un foarte important rol cultural în sudul Rusiei. De vreme ce populația rurală rusă din regiunile Rostov, Krasnodar și Stavropol este formată aproape în exclusivitate din urmașii cazacilor, regiunea este cunoscută, (chiar și pe vremea sovietică), pentru disciplină, criminalitatea redusă și sentimentele conservatoare, ca și pentru religiozitatea crescută și pentru rata de alfabetizare foarte ridicată. Astfel, cazacii au început să fie considerați reprezentanți ai ordinii, și în unele cazuri ai speranței, în special prin comparație cu armata regulată, foarte nepopulară printre tineri.
În Ucraina, unde căzăcimea reprezintă o moștenire istorică și culturală, există încercări de recreare a imaginii cazacilor ucraineni, imagine care a supraviețuit perioadei sovietice prin diferite imagini de propagandă, precum aceea care glorifică Rada de la Pereiaslvl. În zilele noastre, guvernul sprijină activ această tendință, prin folosirea ca simbol național al buzduganului bulava, sau prin restaurarea insulei  Hortiția, unde se afla odinioară faimoasa Siciul Zaporojian.
Referiri la cultura cazacilor abundă în literatura rusă și cea ucraineană, în mod special în lucrările lui Nicolai Gogol, Taras Șevcenko și Mihail Șolohov. Scriitorul polonez Henryk Sienkiewicz, în romanul Prin foc și sabie, creează personajul principal Bohun, un cazac curajos și disperat.

## Terminologie

### Cazacii ucraineni
- Hatman – conducătorul suprem al cazacilor ucraineni.
- Koșovi Otaman – conducător al Armatei Zaporojene.
- Starșina – nume general pentru ofițerii superiori. 
  - polkovnik – șeful unei unități militare teritoriale – "polk". Gradul său militar este asimilat cu cel de colonel al armatei regulate. Este membru al starșinei
  - pisar – secretar. Membru al starșina.
  - suddia – judecător. Membru al starșina.
  - oboznîi – șef al transporturilor. Membru al starșina.
  - osavul – nume generic al conducătorilor cazacilor. Membru al starșina.
  - horunjîi – stegar.
  - desiatnik – conducătorul unei grupe de 10 cazaci într-o companie.
  - sotnik – conducătorul unei companii formate din 100 de cazaci.
  - tisiacinyk – conducătorul a 1000 de cazaci.
  - serdiuk – mercenar pedestraș cazac, gardă de corp a hatmanului.
  - plastun – cercetaș și agent special în armatele căzăcești.
  - Otaman -  titlu dat diferiților conducători cazaci.
- Tabor – unitate militară care folosea pentru transport și luptă carele trase de cai, transformate la nevoie în fortificații mobile.
- Bulava – buzdugan de ceremonie, simbolul autorității.

### Cazacii ruși

Fortificație mobilă tabor, Polonia.

În Imperiul Rus, cazacii erau organizați în mai multe armate - voisko, care erau plasate de-a lungul frontierelor externe, sau pe liniile de demarcație interne dintre populațiile ruse și cele neruse. 
- Voisko  Armată căzăcească, cea mai importantă unitate administrativă și militară a cazacilor.
- Ataman – un lider militar cazac rus.
- Sotnia (comparați cu Centuria romană) – unitate militară formată din 100 de cazaci.
- Stanița – așezare, sat căzăcesc.
- cazac, prikazni, uriadnik (inferior sau superior), podhorunji, horunji, sotnik, podesaul, esaul, voiskovoi starșina— gradele militare căzăcești, de la soldat la general.

În 1988, legea sovietică a permis reînființarea unităților căzăcești. Fiecare voisko este independentă, dar,  pentru a primi recunoașterea oficială, este necesară obținerea permisiunii Atamanului Suprem al Armatei Donului. Acesta are permisiunea să poarte uniforma de mareșal. Cele mai multe organizații căzăcești, chiar și cele din afara granițelor Federației Ruse, au fost formate la puțină vreme după votarea legii mai sus-menționate, existând o „confederație” liberă a acestora.